# Pamela Colman Smith
Pamela Colman Smith (Pimlico, 16 de fevereiro de 1878 — Bude, 18 de setembro de 1951) foi uma artista, ilustradora e escritora, sendo mais reconhecida pelas suas ilustrações feitas para o místico Arthur Edward Waite no seu intitulado Tarot de Rider-Waite.

## Nascimento e vida

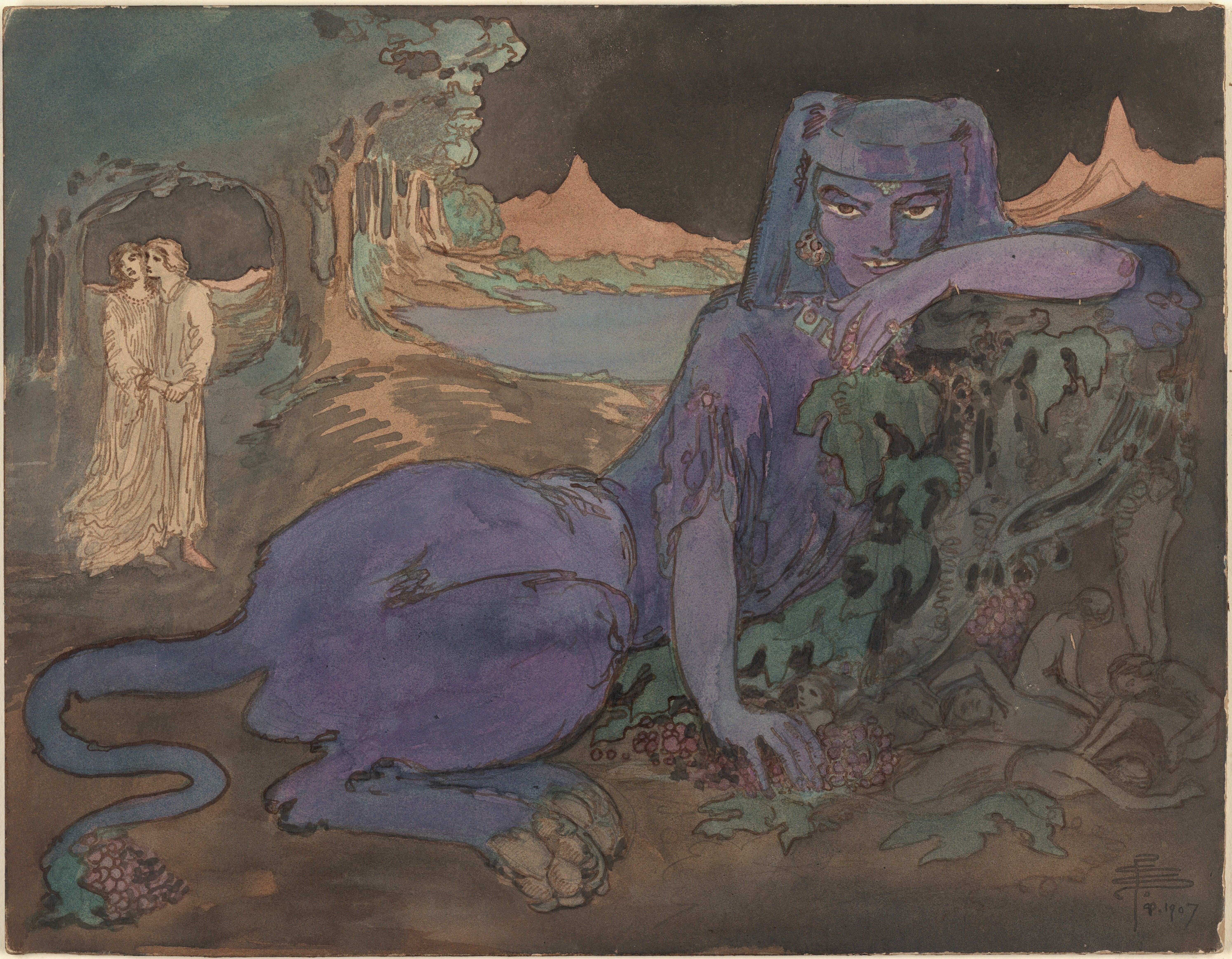
Ilustração “The Blue Cat” de 1907 feita em aquarela sobre papel cartão.

Pamela nasceu em Pimlico, Middlesex e viveu em Londres, Inglaterra. Filha de um comerciante americano de Brooklyn, Charles Edward Smith e de Corinne Colman. Devido à companhia do seu pai, a sua família deslocava-se constantemente entre Londres (Inglaterra), Kingston, Jamaica e a terra natal Brooklyn.
Sua mãe falece assim que Pamela completa seus 10 anos de idade.
Devido à ausência do seu pai, Pamela frequenta e vive sob a alçada do Lyceum Theatre em Londres dirigido por Ellen Terry, Henry Irving e mesmo Bram Stoker, passando assim a viajar a maior parte da sua adolescência dentro do país, influenciando mais tarde seu trabalho artístico.
Em 1893, Pamela muda-se para Brooklyn para viver com seu pai e aos 15 anos, inscreve-se no famoso Pratt Institute onde estudou Arte sobre a tutela do professor Arthur Wesley Dow. Graduou-se 4 anos depois, retornando para Inglaterra em 1899 e tornando-se uma ilustradora trabalhando para um teatro de miniaturas. Ilustrou o livro de Ellen Terry "O Ballet Russo" publicado em 1913.
Mais tarde, em 1903 junta-se à Ordem Hermética do Amanhecer Dourado (Hermetic Order of the Golden Dawn) conhecendo assim, Arthur Edward Waite.

## Trabalhos reconhecidos
Em 1909, Waite requisitou os serviços de Pamela, para produzir as ilustrações de um novo Baralho de Tarot imaginado por Waite e o resultado foi a criação magnífica do baralho de 78 cartas mais popular intitulado Baralho Rider-Waite-Smith. Este baralho complementava ilustrações em todas as cartas, para além das habituais 22 cartas dos Arcanos Maiores.
Apesar de tudo e para além do baralho de Tarot, todos os seus trabalhos foram sempre bem referenciados com grande mérito.
Pamela escreveu e ilustrou vários livros sobre o folclore Jamaicano, tal como Annancy Stories (1902).
Outros trabalhos ilustrados também foram requisitados para William Butler Yeats que também pertencia à famosa Ordem, e para o seu irmão Jack Yeats.

## Ilustrações do tarô de Rider-Waite
Waite é muitas vezes citado como o designer das suas cartas de Tarot, mas a artista foi Pamela Smith que o próprio requisitou pela sua perspicácia e intuição tão bem conhecidas. Pamela terminou este trabalho num período de 6 meses, entre Abril e Outubro de 1909. As ilustrações foram feitas em caneta de tinta específica e aquarela.

## Final
Pamela Smith nunca se casou. Mas um dos seus objetivos seria a mudança para Cornwall, um local popular para artistas de sua época.
Pamela falece em Bude, Cornuália (Cornwall) no dia 18 de Setembro de 1951. Depois de sua morte, todos os seus trabalhos foram vendidos para pagar as suas dívidas.